# Orestias gymnota
Orestias gymnota, es una especie de pez actinopeterigio de agua dulce, de la familia de los ciprinodóntidos.
Peces de pequeño tamaño con una longitud máxima descrita de 8 cm.

## Distribución y hábitat
Se distribuye por ríos de América del Sur, en la cuenca fluvial de la cabecera del río Amazonas en el Perú. Son peces de agua dulce tropical, de comportamiento bentopelágico no migratorio. Esta especie se puede encontrar en la Reserva nacional de Junín, cuyo Plan Maestro promueve la conservación del ecosistema del lago Junín, incluyendo su biota acuática, el cual ha sido declarado un humedal de importancia mundial por el Convenio de Ramsar en 1997.